# Strachotín
Strachotín är en ort i Tjeckien.   Den ligger i regionen Södra Mähren, i den sydöstra delen av landet, 210 km sydost om huvudstaden Prag. Strachotín ligger 172 meter över havet och antalet invånare är 778. Den ligger vid sjön Vodní Nádrž Nové Mlýny.
Terrängen runt Strachotín är huvudsakligen platt, men söderut är den kuperad.Runt Strachotín är det ganska tätbefolkat, med 67 invånare per kvadratkilometer. Närmaste större samhälle är Hustopeče, 7,4 km nordost om Strachotín. Trakten runt Strachotín består till största delen av jordbruksmark.